# Velika pacifiška cona smeti
Velika pacifiška cona smeti (znana tudi kot Velika pacifiška zaplata odpadkov, angleško Great Pacific Waste Patch ali Pacifiški vrtinec smeti, Pacific Trash Vortex) je območje razmeroma visoke koncentracije človekovih odpadkov znotraj oceanskega vrtinca na severnem delu Tihega oceana. Gre za veliko količino predvsem plastičnih drobcev, ki so ostanki odvrženih plastičnih predmetov, pa tudi večjih odpadkov, kot so ribiške mreže, oblačila in razni drugi uporabni predmeti. Krožno gibanje oceanskih tokov je te predmete ujelo v mirni sredini, kjer delovanje valov in sonca počasi razgrajuje plastiko na vedno manjše delce, ki potem tonejo proti dnu ali se priložnostno odlagajo na obalah okoliških celin. V nasprotju z razširjenim prepričanjem ne gre za kompaktno maso odpadkov ali celo ogromen plavajoč plastičen otok sredi oceana, temveč povečano koncentracijo plastičnih drobcev, ki plavajo pod gladino in naključnemu obiskovalcu niso vidni, niti jih ni mogoče zaznati s satelitskim slikanjem gladine.
Točno velikost območja je težko oceniti, saj se spreminja z vremenskimi razmerami in je odvisna tudi od koncentracije trdnih delcev, ki jo vzamemo za kriterij razmejitve. Vemo pa, da je sestavljeno iz dveh delov, zahodnega, ki se nahaja jugovzhodno od Japonske, in vzhodnega med Havaji ter obalo Kalifornije v Združenih državah Amerike. Med njima je ozek pas, t. i. subtropska konvergenčna cona. Po eni od ocen vsebujejo skupno 100 milijonov ton odpadkov. Tudi ocene o gostoti so nezanesljive in se med seboj razlikujejo kar za pet velikostnih razredov.
Kljub temu je jasno, da koncentracija plastičnih drobcev v višjih delih vodnega stolpca presega koncentracijo planktona. S svojo prisotnostjo kvarno vplivajo na ekosistem, saj drobce požirajo morske živali, ki jih zamenjajo za hrano. Trdi nerazgradljivi drobci lahko povzročijo smrt neposredno z blokiranjem prebavil, poleg tega pa plastika vsebuje tudi druge zdravju škodljive snovi, kot so ftalati in fenoli, ki pronicajo iz njih. Te snovi se s prehajanjem po prehranjevalni verigi nalagajo in pridejo na koncu tudi v človeško prehrano. Vplivi te količine odpadkov na okolje in človeka še niso ovrednoteni, posebej pa so izpostavljene obale atolov in otokov Havajskega otočja, ki leži v sredini in deluje kot filter za odlaganje delcev.